# Konstantinos Englezakis
Konstantinos Englezakis (grekiska: Κωνσταντίνος Εγγλεζάκης), född 20 mars 2001 i Aten, är en grekisk simmare.

## Karriär
Vid EM 2024 i Belgrad var Englezakis en del av Greklands lag som tog brons på 4×200 meter frisim.